# Кинан, Катрина
Катрина Мари Кинан (англ. Katrina Marie Keenan, в девичестве Уитерс (англ. Withers), род. 24 февраля 1971, Крайстчерч) — новозеландская крикетчица и тренер по крикету, игрок национальной сборной Новой Зеландии. Играла за женскую команду Кентербери и национальную сборную Новой Зеландии, а также за команду Саут-Айленд. 7 февраля 1995 года дебютировала в тестовом матче, 12 февраля — на One Day International. Катрина Мари Кинан сыграла только пять тестовых матчей. Последний из них состоялся 15 июля 1996 года. Провела 54 матча в формате ODI, заработав 348 пробежек, разрушив 70 калиток (в среднем 16,82). Четырежды становилась обладательницей Кубка Фила Блэклера (1996, 1997, 1999, 2001)
Катрина Кинан тренировала японок на Азиатских играх 2010 года (первом турнире в истории Азиатских игр), где были завоёваны бронзовые медали. C 2012 по 2014 год возглавляла женскую сборную Новой Зеландии, и на чемпионате мира 2013 года, где новозеландки стали четвёртыми.